# ジョーダン・クロフォード
ジョーダン・リー・クロフォード（Jordan Lee Crawford, 1988年10月23日 - ）はアメリカ合衆国のミシガン州デトロイト出身のバスケットボール選手。ポジションはシューティングガード。身長193cm、体重88kg。

## 経歴

### 学生時代
ハーグレイブ・ミリタリー・アカデミー校を卒業後、インディアナ大学に進学。NCAAトーナメントに新人選手として出場した。2008年ゼイビア大学に転校し、2009年、チームを第6シードでNCAAトーナメント進出へと導いた。クロフォードの活躍により西地区準決勝まで進んだが第2シードのカンザス州立大学に2オーバータイムの熱戦の末、敗退した。

### NBA

#### アトランタ・ホークス
2010年のNBAドラフトでニュージャージー・ネッツから全体27位指名を受けた後、権利はアトランタ・ホークスにトレードで移り、NBAプレーヤーとしてスタートを切った。このシーズンはわずか16試合の出場に留まり、2011年、カーク・ハインリックらとともにワシントン・ウィザーズに放出された。

#### ワシントン・ウィザーズ
2011年3月8日、ミルウォーキー・バックス戦で、この時点でのキャリアハイの22得点をあげ、同月のシカゴ・ブルズ戦で、キャリアハイ更新の27得点を上げた。更に同月30日マイアミ・ヒート戦で39得点と更新した。4月1日クリーブランド・キャバリアーズ戦で、21得点、10リバウンド、11アシストで自身初めてのトリプルダブルを記録した。ウィザーズではジョン・ウォールに次ぐ2人目であった。
2012-13シーズンは、ウォールの故障に伴いポイントガードを務め、年末のアトランタ・ホークス戦で、自身2度目のトリプルダブルを記録した。

#### ボストン・セルティックス
2013年2月21日、ボストン・セルティックスへ リアンドロ・バルボサ と ジェイソン・コリンズとの交換で放出された。レイジョン・ロンドの長期故障欠場の間、クロフォードはスタートポイントガードとなり、11月29日、クリーブランド・キャバリアーズ戦で11得点、11リバウンド、10アシストで自信3度目のトリプルダブルを記録した。12月9日には、イースタンカンファレンスのプレーヤーオブ・ザウィークに選出された。

#### ゴールデンステート・ウォリアーズ
2014年1月15日、マイアミ・ヒート、ボストン・セルティックス、ゴールデンステート・ウォリアーズの3チームトレードにより、ウォリアーズに放出された。
4月16日、レギュラーシーズン最終戦となったデンバー・ナゲッツ戦でキャリアハイとなる41得点を記録した。この年のプレーオフでは、ステフィン・カリーの好調もあって、出場時間は限られた。

#### 新疆フライングタイガース
2014年9月18日、中国プロバスケットボールリーグの新疆フライングタイガースと契約した。

#### 天津ゴールデンライオンズ
2015年12月、天津ゴールデンライオンズと契約。2015-16シーズンの得点王に輝いた。

#### ニューオーリンズ・ペリカンズ
2016-17シーズンはDリーグのグランドラピッズ・ドライブでプレーした後、2017年3月5日にニューオーリンズ・ペリカンズと10日間契約を結び、翌日のユタ・ジャズ戦で念願のNBA復帰を果たした。しかし、2017-18シーズン開幕直後の10月23日に、ペリカンズがジャミーア・ネルソンと契約したのに伴い解雇された。2018年4月5日、再びペリカンズと契約した。

## プレイスタイル
スタープレーヤの控えに回ることが多いが、トリプルダブルの記録とキャリアハイの記録からも分かる通り、バランスのとれたオールラウンドな活躍とともに爆発力も期待できるプレーヤーである。

## 脚註
1. ↑  “Jordan-Crawford”.   draftexpress.com (201). 2017年10月21日閲覧。
2. ↑  “Wizards Acquire Bibby, Evans, Crawford and First Round Pick”. NBA.com (2011年2月23日). 2013年2月22日閲覧。
3. ↑  Jordan Crawford's triple-double powers Wizards past Cavs
4. ↑  “Celtics Acquire Jordan Crawford”. NBA.com (2013年2月21日). 2013年2月22日閲覧。
5. ↑  Notebook: Celtics 103, Cavaliers 86
6. ↑  “Former Wizards guard Jordan Crawford named Eastern Conference player of the week”. WashingtonPost.com (2013年12月9日). 2013年12月10日閲覧。
7. ↑  “Warriors Acquire Jordan Crawford & MarShon Brooks From Boston Celtics”. NBA.com.   Turner Sports Interactive, Inc. (2014年1月15日). 2014年1月15日閲覧。
8. ↑  Notebook: Warriors 116, Nuggets 112
9. ↑  Pelicans to waive Jordan Crawford
10. ↑  “Pelicans Sign Jordan Crawford” (英語). NBA.com (2018年4月5日). 2018年4月6日閲覧。